# Judy Baar Topinka

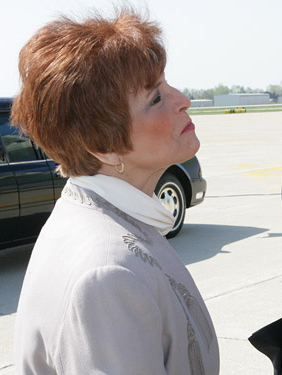
Judy Baar Topinka (2005)

Judy Baar Topinka (* 16. Januar 1944 in Chicago, Illinois; † 10. Dezember 2014 in Berwyn, Illinois) war eine US-amerikanische Politikerin. Sie war Vorsitzende der Republikanischen Partei von Illinois und war von 1995 bis 2007 Finanzministerin (State Treasurer) in diesem Bundesstaat. Seit Januar 2011 amtierte sie als Präsidentin des Rechnungshofes von Illinois (State Comptroller) und war damit wieder Mitglied der Staatsregierung.

## Studium und frühe politische Karriere
Topinka studierte an der Northwestern University in Evanston und schloss dort mit einem Bachelor of Science in Journalismus ab. Sie arbeitete als freie Journalistin und später als Redakteurin für mehrere Zeitungen in der Metropolregion Chicago. Zu dieser Zeit gründete sie ihre eigene Public-Relations-Agentur, die sie in die Politikberatung brachte.
Ihre Kontakte nutzte sie für eine politische Karriere. 1980 gewann sie einen Sitz im Repräsentantenhaus von Illinois. 1982 bestand sie die Wiederwahl, 1984 ließ sie sich in den Senat des Staates wählen. Diesen Sitz behielt sie bis 1994. In der Mitte der Wahlperiode trat sie zur Wahl als State Treasurer an, wurde als erste Frau in Illinois in das Amt gewählt und ließ sich 1998 und 2002 wiederwählen.

## Republikanische Partei
Topinka übernahm die Führung der Republikanischen Partei in Illinois in einer Krisensituation. Gegen den republikanischen Gouverneur George Ryan führten Korruptionsvorwürfe schließlich zu einer gerichtlichen Verurteilung, die Partei verlor das Amt an den Demokraten Rod Blagojevich. Viele Spender zogen ihre Spenden zurück, so dass die Republikaner kurz vor dem Bankrott standen.
Topinka war zu dieser Zeit die einzige republikanische Amtsinhaberin im Staat und versuchte, die Partei zu reorganisieren. Bevor sie sich aber vom ersten Skandal richtig erholt hatten, folgte der nächste. 2004 musste der republikanische Kandidat für den US-Senat, Jack Ryan, seine Kandidatur zurückziehen, nachdem Details aus seiner Scheidung von der Schauspielerin Jeri Ryan bekannt geworden waren. Bei der Nachnominierung war Alan Keyes erfolgreich. Damit setzte sich die konservative Basis gegen die eher liberale Topinka durch, die auf dem Standpunkt stand, dass in der demokratischen Hochburg Illinois nur moderate Republikaner überhaupt eine Chance hätten, gewählt zu werden. Nach einem Wahlkampf, in dem Keyes stark polarisierend und provozierend agierte, gewann der demokratische Kandidat Barack Obama mit 70 % der Stimmen. 2005 trat sie vom Parteivorsitz zurück, ihr Nachfolger wurde Andy McKenna.

## Gouverneurswahl 2002
Im November 2005 kündigte sie an, für die Gouverneurswahlen 2006 zu kandidieren. Sie wurde dabei von Joe Birkett unterstützt, der sich um das Amt des Vizegouverneurs bewarb. Beim Wahlkampf zu den Vorwahlen 2006 wurde sie stark von den konservativen Kandidaten Ron Gidwitz und Jim Oberweis attackiert. Die Angriffe gingen so weit, dass sich die Parteiführung der Republikaner in einer zuvor nicht gekannten Weise von der Wahlwerbung Gidwitz' distanzierte. Am 8. November 2006 verlor sie die Gouverneurswahl jedoch, nachdem sich nur 39 % der Wähler für sie aussprachen. Amtsinhaber Rod Blagojevich erhielt 49 % der Stimmen, wobei weitere 10 % auf den Kandidaten der Green Party, Rich Whitney entfielen.

## Rückkehr in die Staatsregierung
Im November 2010 kandidierte Judy Topinka für das Amt des State Comptroller. Während gleichzeitig dem demokratischen Gouverneur Pat Quinn die Wiederwahl gelang, setzte sie sich mit 52,9 % der Stimmen gegen den demokratischen Parlamentsabgeordneten David E. Miller durch. Am 10. Januar 2011 trat sie die Nachfolge von Daniel Hynes an. Am 4. November 2014 bestätigten sie die Wähler von Illinois mit 49 % der Stimmen gegen die amtierende Vizegouverneurin Sheila Simon von den Demokraten, die 45 % erhielt. Damit erhielt Topinka etwas weniger Stimmen als ihr Parteikollege Bruce Rauner, der am selben Tag zum Gouverneur gewählt wurde.
Topinka starb überraschend am 10. Dezember 2014 im Alter von 70 Jahren, noch bevor ihre neue Amtszeit begann, an einem Schlaganfall. Sowohl Präsident Barack Obama wie auch der scheidende Gouverneur Pat Quinn lobten ihre politischen Verdienste. Gouverneur Quinn ernannte nach ihrem Tod Jerry Stermer für den Rest der laufenden Amtszeit zum neuen Comptroller. Stermer trat jedoch bereits am 12. Januar 2015 zurück, nachdem Bruce Rauner das Gouverneursamt angetreten hatte. Der neue Regierungschef bestimmte Leslie Munger zur neuen Amtsinhaberin. Rauner kündigte an, 2016 eine Sonderwahl für den Posten abhalten zu wollen; wobei er auch ins Gespräch brachte, den Posten des Comptroller und State Treasurers wie anderen Bundesstaaten zusammenlegen zu lassen.